# Poul-Henrik Pedersen
Poul-Henrik Pedersen (født 27. september 1945 i Rårup) er en dansk journalist, forfatter og politiker, som tidligere har været borgmester i den daværende Nykøbing Falster Kommune og til 2021 var byrådsmedlem i Guldborgsund Kommune.
Han blev født i Rårup ved Horsens. I 1969 flyttede han til Nykøbing Falster. Han arbejdede som journalist i 25 år, hvor han især skrev om politik. Han blev medlem af Socialdemokratiet i 1982 og var medlem af forskellige udvalg inden han i 1990 blev valgt som borgmester i kommunen. I 1997 blev han løsgænger, inden han i 1998 blev medlem af lokalpartiet Nyt Nykøbing F, som i dag hedder Guldborgsundlisten. Han forblev borgmester i kommunen frem til 31. december 2006, hvor han blev efterfulgt af Kaj Petersen efter Strukturreformen dette år, hvor Nykøbing Falster Kommune blev lagt sammen med Nysted, Nørre Alslev, Sakskøbing, Stubbekøbing og Sydfalster til Guldborgsund Kommune.
Ved kommunalvalget i 2013 fik Pedersen 228 personlige stemmer, mod 524 ved valget i 2009. Han blev genvalgt med 211 personlige stemmer ved kommunalvalget 2017, men opnåede med 107 personlige stemmer ikke genvalg ved kommunalvalget 2021.
Pedersen har været formand for Refa og Nykøbing Falster Alliancen og næstformand for Lollandsbanen.
Han har udgivet flere skønlitterære bøger og i 2014 udkom hans selvbiografi En eksborgmesters bekendelser.